# Orsotriaena medus
Genre
Espèce
Orsotriaena medus est une espèce de lépidoptères (papillons) appartenant à la famille des Nymphalidae et à la sous-famille des Satyrinae.
Elle est généralement considérée comme la seule représentante du genre Orsotriaena ; toutefois, dans certaines classifications, sa sous-espèce Orsotriaena medus jopas (Hewitson, [1864]) est parfois élevée au rang d'espèce : Orsotriaena jopas (Hewitson, [1864]).

## Dénomination
Elle a été nommée Orsotriaena medus par Fabricius en 1775.
Synonyme : Papilio medus Fabricius, 1775;

### Noms vernaculaires
Orsotriaena medus se nomme en anglais Nigger en Inde et Smooth-eyed Bush-brown en Australie,.

### Sous-espèces
- Orsotriaena medus medus

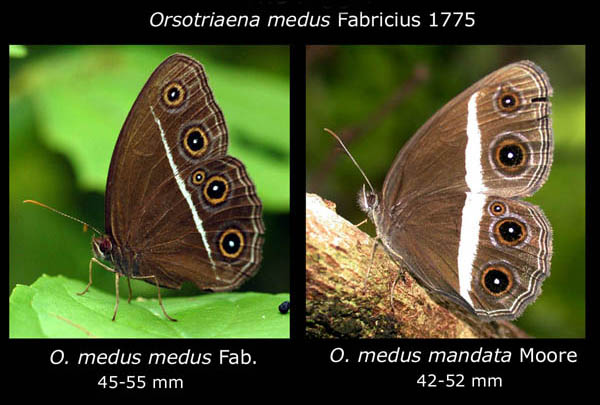
verso de Orsotriaena medus medus
et Orsotriaena medus mandata

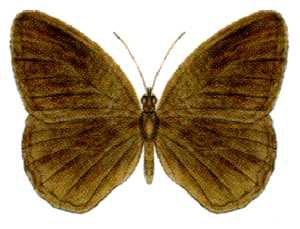
recto de Orsotriaena medus moira

- Orsotriaena medus cinerea (Butler, 1867)
- Orsotriaena medus jopas (Hewitson, [1864])
- Orsotriaena medus mandata (Moore, 1857)
- Orsotriaena medus mendice Fruhstorfer ;
- Orsotriaena medus moira Waterhouse & Lyell, 1914 ;
- Orsotriaena medus mutata Butler ;
- Orsotriaena medus paupercula Fruhstorfer ;
- Orsotriaena medus zipoetina Fruhstorfer, 1908[1];.

## Description
Orsotriaena medus est un papillon de taille moyenne et de couleur marron doré sur le dessus avec une mince bande plus pâle sur les bords.
Le verso de couleur marron doré marqué de petits et de quatre gros ocelles noirs pupillés de blanc et cerclés d'orangés, deux sur l'aile antérieure, deux sur l'aile postérieure, rangés en une ligne submarginale et une étroite bande blanche qui leur est parallèle et traverse les deux ailes.

### Chenille
De couleur rosée elle possède deux cornes.

## Biologie
Insecte timide, volant peu, il reste tapi dans les broussailles et, quand on le dérange, vole sur une courte distance avant de se reposer. Il se prélasse au soleil, souvent avec son corps aligné parallèlement aux rayons du soleil.

### Plantes hôtes
Les plantes hôtes de sa chenille sont Oryza sativa et 'Saccharum officinarum.

## Écologie et distribution
Orsotriaena medus la forme nominale est  présente dans toute l'Australasie, du sud de l'Inde et la Birmanie, au Sri Lanka, en Malaisie, et jusqu'en Nouvelle-Guinée et Australie. En Inde, on le trouve dans le sud du pays, au  Pendjab, Uttar Pradesh, Bihar, Bengale occidental, Sikkim, Assam, Nagaland,  Andaman et les îles Nicobar.
Orsotriaena medus medus réside en Thaïlande, dans le nord de l'Inde et en Nouvelle-Guinée, Orsotriaena medus mandata dans le sud de l'Inde et  au Sri Lanka, Orsotriaena medus jopas au Sulawesi.

### Biotope
Il est très commun dans les zones pluvieuses jusqu'à une altitude de 1 600 m.

### Liens taxonomiques
- (en) Tree of Life Web Project : Orsotriaena medus
- (en) Catalogue of Life : Orsotriaena medus Fabricius, 1775 (consulté le 18 décembre 2020)
- (en) NCBI : Orsotriaena medus (taxons inclus)